# Falling (Harry Styles-dal)
A Falling Harry Styles angol énekes és dalszerző dala, amely az Erskine és a Columbia Records kiadókon keresztül jelent meg 2020. március 7-én, harmadik kislemezként második stúdióalbumától, a Fine Line-ról (2019). A dalt Styles és Kid Harpoon szerezte, az utóbbi volt annak producere is. A londoni RAK stúdióban és Harpoon házában, Los Angelesben vették fel a számot.
Dalszövegét tekintve a Falling arról szól, ahogy valaki megpróbál jobb ember lenni, mint volt. Egy sikertelen kapcsolat véget értével szerezte Styles 2019-ben.
Ugyan megjelenése után a dal csak 62. helyet ért el a Billboard Hot 100-on, 15-et a brit kislemezlistán és csak Skóciában érte el a slágerlisták első tíz helyét, később az Amerikai Hanglemezgyártók Szövetségétől (RIAA) duplaplatina, míg a Brit Hanglemezgyártók Szövetségétől (BPI) platina minősítést kapott. Több év végi slágerlistán is szerepelt.

## Háttér
Styles és Kid Harpoon először az előadó első albumán, a Harry Styleson (2017) dolgoztak együtt, a Carolina és a Sweet Creature dalokon. Később ő lett Styles első világkörüli szóló koncertturnéjának zenei igazgatója. Mikor a második lemezen dolgoztak, Stylest 2019. május 15-én látták, ahogy együtt dolgozott Harpoonnal új zenén. Mikor Stylesról és az album felvételeiről beszélt, Harpoon a következőt nyilatkozta: „Érzed rajta ezt az koránál érettebb időtlenséget. Ezért vannak egy teljesen új szinten érzelmileg ezek a dalok. Éppen túl volt egy szakításon, ami nagy hatással volt rá.” Harpoon ötlete volt, hogy írjon érzéseiről egy dalt: „Volt egy teljes érzelmi utazása róla és a kapcsolatukról. De én továbbra is csak mondtam, hogy a legjobb út a továbblépésre, ha dalokat ír róla.” A Fallingról pedig azt mondta, hogy „Harry egy saroknyira él tőlem LA-ben és egy nap azt akarta, hogy vigyem el valahova, szóval átmentem hozzá és éppen zuhanyozott. Elkezdtem zongorázni, amíg rá vártam, majd ő énekelt és egy órán belül kész volt a Falling.” A dalt az album harmadik kislemezeként adták ki 2020. március 7-én a brit rádióknak.

## Dalszöveg
A Falling, amelyet Styles és Kid Harpoon szerzett, egy négy perces zongorás soul-ballada. Egy interjúban Styles azt mondta a dalról, hogy szövegét tekintve arról szól, ahogy az ember visszatér régi önmagához, valakihez, aki már nem akart újra lenni és arról, hogy jobb ember akar lenni. A Radio.comnak elmondta, hogy a Falling az „az érzés, mikor minden kicsit túl sok, tudod azt érezni, mintha néha megfulladnál... és az, hogy ez egy zongorás dal, szerintem megírni azokat a dalokat az, ami segít, de néha fájni is tudnak.” Laura Snapes (The Guardian) szerint a „no one to blame but the drink in my wandering hands (magyarul: senkit se lehet hibáztatni, csak az italt a vándorló kezeimben) sor több bulvár lapnak is címlaphírt adott.” Egy másik sorban azt énekli, hogy „I’m well aware I write too many songs about you (magyarul: teljesen tisztában vagyok vele, hogy túl sok dalt írok rólad.” A dalt volt barátnőjéről, Camille Rowe-ról és szakításukról írta. Hannah Mylrea (NME) szintén megjegyezte, hogy a „no one to blame but the drink in my wandering hands” sor arra utal, hogy megcsalta volt barátnőjét.

## Fogadtatása
Zenekritikusok nagy része pozitívan fogadta a dalt. Bryan Rolli (Consequence of Sound) egy „gyönyörű zongora ballada”-nak nevezte, ami a „kész, album-közepi könnyfakasztó, ha valaha létezett egy.” Alexandra Pollard (The Independent) egy „kedvetlen siránkozás”-nak nevezte. Anna Richmond, a Slant Magazine írója méltatta a dal önelemző jellegét és kiemelte a „What am I now? What if I’m someone I don’t want around (magyarul: Mi vagyok már? Mi van, ha valaki olyan vagyok, aki nem akarom, hogy itt legyen)” sorokat, mint „a Fine Line egyik legmeghatóbb pillanata.” Jon Pareles (The New York Times) szerint egy „himnusszerű, keserű, önvádoló dal.” Susan Hansen (Clash) is méltatta, azt mondva, hogy „nagy vonzereje van. Egy dal, ahol a zongora és a moog basszus kialakít egy nyugodt alapot az önelemzéshez és őszinteséghez.” Rob Sheffield (Rolling Stone) kevésbé kedvelte, azt mondva, hogy egy „felejthető ballada,” bár méltatta Stylest a szövegért, azt írva, hogy „ha létezik nem toxikus férfiasság, lehet, hogy Harry Styles pont megtalálta.”

### Díjak és jelölések
| Év   | Díjátadó                                       | Díj                                                | Eredmény | For.   |
| ---- | ---------------------------------------------- | -------------------------------------------------- | -------- | ------ |
| 2021 | 2020 ADG Excellence in Production Design Award | Rövid: internetes sorozat, videóklip vagy hirdetés | Elnyerte | [ 21 ] |

## Videóklip
A videóklip, amelyet Dave Meyers rendezett, 2020. február 28-án jelent meg. A klip designjáért François Audouy ADG Excellence-díjat kapott Rövid: internetes sorozat, videóklip vagy hirdetés kategóriában. A díj húsz éves történetében ez volt az első alkalom, hogy a díjat egy videóklipnek adták.
A videóban Styles látható egyedül, ahogy zongorázik egy apartmanban. Miközben énekli a számot, a szoba lassan megtelik vízzel, egészen addig, amíg teljesen el nem merül benne, fuldokolva.

## Feldolgozások
- A Little Mix brit lányegyüttes feldolgozta a dalt fellépésük közben a BBC Radio 1-on.[25]
- Gabrielle brit énekes feldolgozta a dalt 2021-es Do It Again albumán, miután előadta a The Masked Singer műsorán.[26]
- Taylor Dayne előadta a dalt a The Masked Singer műsorán.
- A BTS tagja, Dzsongguk feldolgozta a dalt és kiadta a YouTube-on.[27]
- A TWICE tagja, Najon feldolgozta a dalt és kiadta a YouTube-on.[28]

## Közreműködő előadók
A Fine Line jegyzetei alapján.

### Felvételek
- Felvétel: RAK Stúdió (London) és a Harpoon House (Los Angeles, Kalifornia)
- Keverés: EastWest Stúdió (Los Angeles, Kalifornia)
- Master: Sterling Stúdió (Edgewater, New Jersey)

### Zenészek, utómunka
| - Harry Styles – vokál, háttérénekes, dalszerzés - Kid Harpoon – producer, dalszerzés, zongora, moog, orgona - Tyler Johnson – további produceri munka - Leo Abrahams – elektromos gitár - Sammy Witte – hangmérnök | - Dan Ewins – asszisztens hangmérnök - Spike Stent – keverés - Michael Freeman – keverési asszisztens - Randy Merrill – master |

## Slágerlisták
| Slágerlista (2019–2020)                           | Legmagasabb pozíció |
| ------------------------------------------------- | ------------------- |
| Ausztrál kislemezlista (ARIA)                     | 35                  |
| Belga kislemezlista (Ultratip Flanders)           | 36                  |
| Brit kislemezlista (OCC)                          | 15                  |
| Cseh kislemezlista (Singles Digitál Top 100)      | 69                  |
| Dél-koreai kislemezlista (Gaon)                   | 157                 |
| Global 200 kislemezlista (Billboard)              | 132                 |
| Görög kislemezlista (IFPI)                        | 51                  |
| Horvát kislemezlista (HRT)                        | 21                  |
| Ír kislemezlista (IRMA)                           | 22                  |
| Kanadai kislemezlista (Canadian Hot 100)          | 55                  |
| Lett kislemezlista (LAIPA)                        | 48                  |
| Litván kislemezlista (AGATA)                      | 33                  |
| Portugál kislemezlista (AFP)                      | 43                  |
| Skót kislemezlista (OCC)                          | 6                   |
| Svájci kislemezlista (Schweizer Hitparade)        | 55                  |
| Svéd kislemezlista (Sverigetopplistan)            | 81                  |
| Szlovákia kislemezlista (Singles Digitál Top 100) | 74                  |
| US Billboard Hot 100                              | 62                  |
| US Rolling Stone Top 100                          | 34                  |
| Új-zélandi kislemezlista (Recorded Music NZ)      | 24                  |

| Slágerlista (2020)            | Pozíció |
| ----------------------------- | ------- |
| Ausztrál kislemezlista (ARIA) | 78      |
| Brit kislemezlista (OCC)      | 34      |
| Ír kislemezlista (IRMA)       | 41      |

## Minősítések
| Régió                        | Minősítés       | Példányszám |
| ---------------------------- | --------------- | ----------- |
| Ausztrália (ARIA)            | 2× Platinalemez | 140 000     |
| Brazília (Pro-Música Brasil) | Platinalemez    | 40 000      |
| Kanada (Music Canada)        | Platinalemez    | 80 000      |
| Dánia (IFPI Danmark)         | Aranylemez      | 45 000      |
| Olaszország (FIMI)           | Aranylemez      | 35 000      |
| Mexikó (AMPROFON)            | Platinalemez    | 60 000      |
| Új-Zéland (RMNZ)             | Aranylemez      | 15 000      |
| Norvégia (IFPI Norway)       | Aranylemez      | 30 000      |
| Portugália (AFP)             | Platinalemez    | 10 000      |
| Egyesült Királyság (BPI)     | Platinalemez    | 600 000     |
| Egyesült Államok (RIAA)      | 2× Platinalemez | 2 000 000   |

## Kiadások
| Régió              | Dátum              | Formátum                         | Kiadó                | For.   |
| ------------------ | ------------------ | -------------------------------- | -------------------- | ------ |
| Világszerte        | 2019. december 13. | - digitális letöltés - streaming | - Erskine - Columbia | [ 63 ] |
| Egyesült Királyság | 2020. március 7.   | kortárs felnőtt                  | - Erskine - Columbia | [ 8 ]  |
| Ausztrália         | 2020. március 27.  | kortárs slágerrádió              | Sony                 | [ 64 ] |